# Южно-Сахалинский автобус
Южно-Сахалинский автобус — муниципальная маршрутная автобусная сеть города Южно-Сахалинск Сахалинской области. По состоянию на 2015 год город имеет в своей компетенции 35 автобусных маршрута (из них 28 — на городское сообщение и 7 — на пригородное сообщение в пределах городского округа Город «Южно-Сахалинск»), которые обслуживают, в основном ПАЗ Vector и МАЗ-206. Также в черте города проходят 11 межмуниципальных маршрутов (в том числе № 174 «Южно-Сахалинск — Охотское»). Автобус является самым востребованным и единственным средством передвижения, как по городу, так и за его пределами.

## История
В послевоенное время в городе не существовало какого-либо регулярного транспортного сообщения. Основными средствами передвижения являлись велосипеды и платформы на конной тяге. Также использовались пароконные экипажи.
На 1 февраля 1946 года в Тойохарском районе имелось 6 автомобилей, один из них легковой. По распоряжению Южно-Сахалинского областного управления по гражданским делам город получил 10 из 92 принятых трофейных автомобилей.
Регулярное автобусное движение началось 20 марта 1946 г. Ходили автобусы только по ул. Ленина. Движение прекращалось в период распутицы и во время зимних буранов.
В 1947 году в городе имелось пять автобусов и одно такси.
В начале 1950-х автопарк города пополнился четырьмя новыми 24-х местными автобусами. Было введено движение по маршрутам:
- Центр города — Парк культуры и отдыха;
- Ж/д станция «Южно-Сахалинск» — Владимировка — с/х «Южно-Сахалинский»;
- Центр города — Парк культуры и отдыха — ул. Южная (ныне пр. Победы).

Маршрут «Южно-Сахалинск — Хомутово» был продлен до с. Лиственничное.
В 1953 г. городская автотранспортная контора разделилась на два автохозяйства — пассажирское и грузовое.
В 1956 году город имел уже 57 различных автобусов. Летом 1956 г. открылась автобусная линия до Холмска. 20 августа 1956 г. с привокзальной площади отправилось в первый рейс маршрутное такси до Корсакова. Постепенно материальная база автотранспорта укреплялась. Это дало возможность улучшить связи, расширить сферу деятельности автотранспорта, повысить интенсивность работы.
В 1970 г. объём пассажирских перевозок по сравнению с 1960 г. вырос более чем на 30 %.
В 1990 г. автобусный парк насчитывал более 160 автобусов различной вместимости. Ежедневно автобусы выходили на 16 городских и 6 пригородных маршрутов. Было налажено регулярное автобусное сообщение с городами Корсаков, Долинск, Анива, Холмск, Невельск и другими населёнными пунктами. В сутки выполнялось более 1000 рейсов и перевозилось около 140 000 пассажиров.

## Настоящее время
Сейчас в Южно-Сахалинске работает несколько предприятий, обслуживающие пассажирские перевозки города, например, АО «Транспортная компания», ранее также ПАТП-3. В течение 2015 года, администрация города и области закупила для города 400 автобусов, из них 80 автобусов марки ПАЗ Vector, 40 автобусов Marcopolo Bravis, остальные составляют белорусские автобусы МАЗ-203 и МАЗ-206. На начало 2017 года МУП (позднее АО) «ТК» «забрала» и основала в общей сложности 23 маршрута, с возможностью на некоторых из них работать «частникам».
В 2022 году в Южно-Сахалинске запущена реформа общественного транспорта. Реформа включает в себя следующие задачи:
- Реорганизация маршрутной сети. Планируется ликвидировать дублирующие маршруты, продлить ряд существующих и добавить новые маршруты, чтобы улучшить охват города общественным транспортом;
- Реорганизация расписания. Цель — продлить работу общественного транспорта[2];
- Внедрение системы бесплатных пересадок (в течение 30 минут)[3];
- Обновление подвижного состава (закупка новых автобусов);
- Строительство нового автобусного парка[4];
- Запуск единого учреждения для организации работы транспорта (запущено ООО «Единый оператор Южно-Сахалинска»)[5];
- Внедрение брутто-контрактов[2];
- Открытие электротранспорта (был подготовлен проект концессии, предусматривающий строительство электробусного парка, размещение зарядок и закупку 105 электробусов. Проект прерван из-за недостаточного финансирования. Дальнейшая судьба неизвестна[6]).

В апреле 2023 года город Южно-Сахалинск получил 18 новых автобусов на КПГ: 8 автобусов МАЗ-203 и 10 автобусов МАЗ-206. Итого планируется поставить около ста автобусов.